# واهی پاندهی
واهی پاندهی (به انگلیسی: Wahi Pandhi) یک منطقهٔ مسکونی در پاکستان است که در ناحیه دادو واقع شده‌است.